# Adrián Bernabé
Adrián Bernabé García (Barcelona, 26 de maio de 2001) é um futebolista espanhol que atua como meio-campista. Atualmente, joga pelo Parma.

## Carreira
Nascido em Barcelona, Catalunha, Bernabé foi um produto juvenil do RCD Espanyol e da La Masia, a academia do FC Barcelona. Ele se juntou ao Manchester City no verão de 2018. Um meio-campista ofensivo, Bernabé se juntou ao primeiro time na pré-temporada jogando contra o Bayern de Munique e jogou no EFL Trophy contra o Shrewsbury Town. Em 25 de setembro de 2018, Bernabé entrou como substituto tardio na Copa EFL contra o Oxford United, sua primeira aparição sênior pelo Manchester City. Bernabé foi liberado pelo City no final da temporada 2020-21.
Em 7 de julho de 2021, Bernabé assinou um contrato de três anos com o clube da Série B, Parma. Apesar de ter ficado afastado após sua chegada devido a uma lesão, o que o fez perder a primeira metade da temporada, Bernabé finalmente fez sua estreia pelo Parma em 5 de fevereiro de 2022, em uma partida da liga contra o Benevento, resultando em um empate por 0 a 0. Em 26 de fevereiro, em uma vitória por 4 a 0 contra o SPAL, ele marcou seu primeiro gol pelo clube. Como parte crucial da equipe sob o comando do técnico Giuseppe Iachini, Bernabé se destacou, mesmo em meio à temporada decepcionante do clube, onde ficou aquém da promoção direta e dos play-offs de promoção para a primeira divisão.
Após mais uma temporada forte com o Parma, na qual só falhou a promoção após perder nos play-offs, Bernabé assinou uma extensão de contrato com o clube até 2026, em 2 de julho de 2023. Em 2024 é promovido à Série A com a sua equipa.

## Títulos
Parma
- Serie B: 2023–24

Espanha sub-23
- Jogos Olímpicos: 2024 (medalha de ouro)[12]